# Albert Schöttl
Albert Schöttl (* 22. August 1724 in Metten; † 15. März 1757) war Laienbruder und Klosterbaumeister in der Benediktinerabtei Metten.

## Leben und Werk
Schöttl war der Sohn des Stadtbaumeisters Benedikt Schöttl in Deggendorf, der öfter für das benachbarte Kloster Metten tätig war. Nach seinem Eintritt in das Kloster Metten (30. November 1745) leitete Schöttl als Klosterbaumeister den Neubau der dem Kloster unterstehenden Pfarrkirche in Michaelsbuch (1728/31). Von ihm stammen auch die Pläne für das Schlösschen auf dem Himmelberg, dem Sommersitz der Mettener Äbte (1755). Zusammen mit seinem Vater plante und leitete er ab 1734 den Bau des Festsaals des Klosters (erst 1759 vollendet).
Auch die Ausführung der Klosterkirche in Frauenzell erfolgte wahrscheinlich unter Leitung von Benedikt Schöttl und seinem Sohn Albert (ab 1737).